# 北方刺鱥
北方刺鱥（學名：Lepidomeda copei）為輻鰭魚綱鯉形目雅羅魚科的其中一種，被IUCN列為近危保育類動物，分布於北美洲美國懷俄明州、愛達荷州、猶他州的蛇河及熊河流域，主要特徵為體延長且側扁，眼大，口端位鱗片小，外觀似皮革，側線鱗片68-85枚，銀藍色背面和側面有黑色斑點，背鰭具8條鰭條，臀鰭有8條射線，咽齒1,4-4,1至2,5-4,2，繁殖期時雄魚臀鰭基部、尾鰭下部和鰓蓋上緣紅色，體長可達15公分，它的棲息地是涼爽的小溪和水流適中的河流，成魚聚集在水池或淺灘中，而幼魚則喜歡靠近岸邊有灌木叢的安靜區域。